# Sarbadar
I Sarbadār (in persiano سربدار‎, sarbadār, "testa da patibolo"; il cui plurale persiano è Sarbedārān in persiano سربداران‎) furono un insieme di dervisci religiosi e di elementi secolari che giunsero al potere nel 1337 in una parte del Grande Khorasan occidentale durante l'agitato periodo caratterizzato dal disfacimento dell'Ilkhanato mongolo di Persia a metà del XIV secolo, mantenendosi al potere fino al 1376. 
Dalla loro capitale di Sabzevār, e dai territori che la circondavano, essi continuarono a governare fino a quando Khwāja ʿAli-ye Muʾayyad si sottomise a Timur nel 1381, e costituirono uno dei pochi gruppi che riuscirono a scampare dalla famosa brutalità tipica di Tamerlano. Lo sceicco Khalīfa Mazandarānī, uno dei leader di quel movimento, era infatti un grande sapiente. Nella storia moderna iraniana, il termine "Sarbedār" è stato impiegato dall'Unione dei Comunisti Iraniani (Sarbedārān) durante la loro insurrezione armata nel gennaio del 1982 ad Amol contro il regime iraniano.

## Religione
Lo Stato dei Sarbadār era caratterizzato durante la sua esistenza da divisioni religiose. I suoi governanti erano sciiti, malgrado spesso i sunniti tra la popolazione reclamassero la leadership, col sostegno degli Ilkhan. La leadership dei Sarbadār derivava essenzialmente dal carisma dello sceicco Khalīfa: un dotto dell'attuale Mazandaran (allora Ṭabaristan). Lo sceicco era giunto in Khorāsān alcuni anni prima la fondazione dello Stato dei Sarbadār e fu assassinato poco dopo da sunniti. Il suo successore, Ḥasan Jūrī, travasò le pratiche del Maestro nello Stato dei Sarbadār. I devoti di tali pratiche erano noti come "Sabzavārī", a causa del nome della città. I Sabzavārī, tuttavia, erano tra loro divisi. Alcuni erano sciiti moderati che erano spesso in contrasto con i dervisci che aderivano a un'ideologia prettamente mistica. La città capitale di Sabzavār era abitata da un gran numero di sciiti, ma i Sarbadār conquistarono il territorio circostante, inglobando ampie fette di popolazione sunnita.

## Governo
I Sarbadār costituivano una realtà unica tra i maggiori contendenti delle spoglie dell'Ilkhanato di Persia, tra cui nessuno dei leader più importanti governava in quanto legittimo sovrano. Nessuno di essi poteva infatti vantare una legittima pretesa al trono ilkhanide, o era legato a un casato reale, mongolo o no, e nessuno di loro aveva prima occupato un posto di rilievo nell'Ilkhanato. Mentre all'occasione fosse riconosciuto qualche pretendente al trono ilkhanide come signore di questa o quella parte della Persia, ciò avveniva per pura convenienza politica, ma costoro non avevano avuto alcun legame di rilievo con l'antico Ilkhanato. Questo fatto ebbe una forte influenza sulla natura politica dello Stato dei Sarbadār. 
I Sarbadār ebbero una forma di governo che, in epoca moderna, potrebbe essere identificata nell'oligarchia o nella repubblica. Al pari dei loro vicini, i Sarbadār non ebbero linee dinastiche: il potere andava usualmente al più ambizioso e capace d'impadronirsene tra loro, anche se questa idea non è condivisa da tutti. Alcuni puntano sul fatto che uno dei capi Sarbadār, Vajīḥ al-Dīn Masʿūd generò un figlio, di nome Luṭf Allāh, che riuscì a regnare. Mentre sette altri governanti separano il regno di Masʿūd e quello di suo figlio, essi sono talora considerati reggenti per conto di Luṭf Allāh, finché egli non crebbe abbastanza da gestire da solo il potere statale. Nonostante ciò, i sette sono in genere considerati come capi dello Stato sarbadaride, nel pieno dei loro diritti. 
Il fatto che numerosi governanti Sarbadār avessero conosciuto una morte violenta, denuncia l'instabilità strutturale del regime politico. Il fondatore dello Stato, ʿAbd al-Razzāq, usò il titolo di Amīr (Emiro) durante il suo regno, mentre altri governanti ebbero un approccio significativamente secolare. Anche i dervisci gestirono la politica dello Stato, talora in cogestione con altri governanti di orientamento non religioso, senza che ciò allungasse il periodo di permanenza al potere, visti gli attriti che inevitabilmente si verificavano.

## Storia

### Fondazione
La realtà istituzionale sarbadaride venne alla luce verso i primi del 1337. A quel tempo, buona parte del Khorasan era sotto il controllo del pretendente ilkhanide Ṭoghā Temūr e dei suoi emiri. Uno di essi, ʿAlāʾ al-Dīn Muḥammad, aveva giurisdizione sulla città di Sabzevār. Le sue eccessive tassazioni portarono ʿAbd al-Razzāq Bāshtīnī, un componente della classe feudale al governo, ad assassinare un funzionario governativo a Bāshtīn, un distretto della città. Il funzionario era nipote di ʿAlāʾ al-Dīn Muḥammad e ʿAbd al-Razzāq innalzò lo stendardo della rivolta. I ribelli s'insediarono in un primo momento sulle vicine montagne, in cui sconfissero le milizie inviate contro di loro ed effettuarono razzie ai danni delle carovane e dei capi di bestiame. Poi, nell'estate del 1337 s'impadronirono di Sabzevār. Ṭoghā Temūr era a quel tempo impegnato contro i Jalayridi in una campagna militare nell'occidente khorasanico. ʿAbd al-Razzāq assunse il titolo di Emiro e batté monete a proprio nome, ma fu pugnalato a morte dal fratello Vajīḥ al-Dīn Masʿūd durante un'aspra discussione nel 1338. Masʿūd assunse il comando dei Sarbadār, sottoscrisse la pace con Ṭoghā Temūr, promettendo di riconoscerlo come sovrano e di versare a lui le tasse. Il Khān mongolo accettò, nella speranza che ciò avrebbe potuto metter fine alle razzie dei Sarbadār sui suoi trasporti di rifornimento. 
Nel frattempo, il seguace dello sceicco Khalīfa, Ḥasan Jūrī, predicava nelle città del Khorāsān con grande successo. Le sue attività suscitarono il sospetto delle autorità governative e nel maggio del 1336 egli dovette fuggire nell'Iraq orientale. Quando ritornò alcuni anni più tardi, il luogotenente di Ṭoghā Temūr e comandante del Jaʾun-e Qorbān, Arghūn Shāh, lo arrestò nel 1339 o nel 1340. Fu infine rimesso in libertà, forse dietro insistenza di Vajīḥ al-Dīn Masʿūd, che subito dopo decise di trarre vantaggio dalla popolarità di Ḥasan Jūrī. Entrò nel suo Ordine mistico come novizio e lo proclamò governante aggiunto. Ḥasan Jūrī proclamò per sua parte che il 12º Imam duodecimano sarebbe presto ricomparso ma, iniziata positivamente la cogestione del potere, presto però i dissensi tra i due cominciarono a manifestarsi. Vajīḥ al-Dīn Masʿūd credeva che fosse utile accettare la sovranità nominale di Ṭoghā Temūr, mentre Ḥasan Jūrī intendeva costituire uno Stato sciita. Ognuno dei due guadagnava sostenitori alla propria causa: il primo all'interno della sua famiglia e del suo gruppo, il secondo tra i dervisci, l'aristocrazia e la corporazione dei commercianti. Entrambi avevano le proprie forze militari: Vajīḥ al-Dīn Masʿūd poteva contare su 12.000 contadini armati e una guardia del corpo di 700 schiavi Turchi, laddove Ḥasan Jūrī aveva un contingente composto da artigiani e mercanti.
Nel 1340 Vajīḥ al-Dīn Masʿūd si mosse contro i Jaʾun-e Qorbān, guidati da Arghūn Shāh. Questi fu costretto ad abbandonare Nīshāpūr e a ripiegare su Ṭūs. I Sarbadār proseguirono a battere moneta in nome di Ṭoghā Temūr, nella speranza che egli avrebbe ignorato quanto accadeva mentre stava conducendo di nuovo una campagna militare a ovest. Il Khān, tuttavia, marciò contro di loro ma le sue forze furono distrutte e, mentre fuggiva in Mazandarān, varie importanti personalità come ʿAlāʾ al-Dīn Muḥammad (in precedenza in carica a Sabzevār), e il fratello di Ṭoghā, ʿAlī Keʾūn, furono uccisi. I Sarbadār presero il controllo di Jajarm, Dāmghān e Semnān, oltre alla capitale di Ṭoghā di Gorgān. Vajīḥ al-Dīn Masʿūd e Ḥasan Jūrī, tuttavia, entrarono subito in forte contrasto su altri argomenti. Masʿūd, a seguito della sconfitta di Ṭoghā Temūr, riconobbe un nuovo sovrano nella persona di Ḥasan-e Kuçek dei Chupanidi, così come del fantoccio di questi, Suleyman Khan. Masʿūd considerava la mossa necessaria; con la conquista di Simnān, i Chupanidi erano ora i nuovi vicini ma, dal momento che i Chupanidi erano sunniti, ciò senza alcun dubbio non collimava con le opinioni del suo co-governante.
Con la disfatta dei Jaʾun-e Qorbān e di Ṭoghā Temūr, i Sarbadār non avevano comunque forze sufficienti per contrastare in Khorāsān i nemici Kartidi di Herat. Il leader di questi, Muʿizz al-Dīn Ḥusayn, riconobbe anch'egli infatti la sovranità di Ṭoghā Temūr e, quando i Sarbadār deposero il nominale sovrano ilkhanide, essi divennero dei nemici. I Sarbadār decisero di abbattere i Kartidi con una campagna militare. Gli eserciti delle due parti si scontrarono nella battaglia di Zaveh il 18 luglio del 1342. Il combattimento iniziò in modo positivo per i Sarbadār, fin quando Ḥasan Jūrī fu catturato e ucciso. I suoi seguaci, supponendo (forse correttamente) che la sua morte fosse stato un assassinio programmato da Vajīḥ al-Dīn Masʿūd, immediatamente si ritirarono, cambiando il corso dello scontro. I Kartidi quindi sopravvissero e, tornato in patria, Vajīḥ al-Dīn Masʿūd cercò di governare senza il sostegno dei dervisci, ma il suo potere s'indebolì. Cercò di metter fine alla minaccia di Ṭoghā Temūr, che nel frattempo si era accampato nella regione di Amul (Mazandarān, impedendo ai Sarbadār di rimanere in contatto coi Chupanidi. Masʿūd intraprese una nuova campagna contro di lui nel 1344, che iniziò con buoni risultati per finire però in un disastro. Sulla strada da Sari ad Amul, l'esercito dei Sarbadār cadde in un'imboscata e Masʿūd fu preso prigioniero e giustiziato. Gran parte delle conquiste dei Sarbadār furono perdute come esito delle due sconfitte e solo la regione attorno a Sabzevār e forse anche Juwayn (alla persiana "Jovein") e Nishapur rimasero nelle loro mani. Ṭoghā Temūr tornò a Gurgān e una volta ancora si accordò per un'alleanza coi Sarbadār.

### 1344–1361
I primi tre successori di Masʿūd governarono per un periodo complessivo di appena tre anni. I primi due avevano servito come comandanti militari; il fratello di Masʿūd, Shams al-Dīn, fu il terzo ma non fece eccezione. Questi conflitti intestini furono controbilanciati dalle positive realizzazioni verificatesi ai confini esterni, in special modo dalla morte di Arghūn Shāh nel 1343 e dall'ascesa al potere del suo successore Muḥammad Beg, che abbandonò l'alleanza coi Jaʾun-e Qorbān con Ṭoghā Temūr in favore di una coi Sarbadār. Shams al-Dīn fu rimpiazzato a sua volta dal derviscio Shams al-Dīn ʿAlī nel 1347, sottolineando la perdita di potere dei seguaci di Masʿūd. Shams al-Dīn ʿAlī fu un capace amministratore, in grado di riorganizzare le finanze statali, dando maggior ordine al sistema fiscale e pagando regolarmente in contanti i funzionari pubblici. Come uomo di religione, tentò di mettere un freno alla prostituzione, al consumo di droghe e di alcol, vivendo una vita molto semplice e senza lussi. La sua capacità militare fu notevole. Sebbene fallisse nel conquistare Ṭūs, fu in grado però di stroncare una rivolta a Dāmghān a ovest ma a impedire la trasformazione dei possedimenti Sarbadār in un vero e proprio Stato fu l'acceso sciismo dei seguaci di Masʿūd, che s'impadronirono dei gangli vitali del governo sunnita. Nel frattempo dovette fronteggiare i nemici che si opponevano ai dervisci, come pure la corruzione dei funzionari, che odiavano le riforme di Shams al-Dīn ʿAlī. Uno di questi funzionari, di nome Ḥaydar Qaṣṣāb, forse membro di una gilda di artigiani, assassinò Shams al-Dīn ʿAlī verso il 1352. 
Il successore di Shams al-Dīn ʿAlī fu un componente dell'aristocrazia Sabzevāri di nome Yaḥyā [ibn] Karāvī. Yaḥyā fu obbligato a un'intesa con Ṭoghā Temūr che, malgrado la perdita dell'alleanza con i Jaʾun-e Qorbān e, nel 1349, dei Kartidi, costituiva ancora un pericolo per i Sarbadār. Il suo esercito di 50.000 uomini sovrastava quello sarbadaride, forte di appena 22.000 uomini all'incirca. Yaḥyā neutralizzò il Khān mongolo riconoscendolo come sovrano, battendo moneta a suo nome e pagandogli tasse. Egli s'impegnò anche a render visita a Ṭoghā Temūr una volta l'anno. Fu probabilmente rendendogli una di tali visite che, arrivato a novembre o a dicembre del 1353 nell'accampamento del Khān a Sulṭān-Duvin, presso Astarābād, che Yaḥyā e un gruppo di suoi seguaci entrarono nella parte riservata al signore mongolo. Nella tenda di Ṭoghā Temūr essi uccisero il Khān e i suoi cortigiani, mettendo poi a morte parte delle truppe mongole e sterminando i capi animali dei nomadi che li accompagnavano. 
Con la morte di Ṭoghā Temūr, l'ultimo serio contendente per il trono ilkhanide fu eliminato. I territori sarbadaridi si ampliarono oltre i confini raggiunti da Masʿūd: fu raggiunta l'area attorno a Ray, furono prese le città di Ṭūs, Astarābād e Shāsmān, nella regione del Gorgan. Yaḥyā stesso, tuttavia, fu assassinato verso il 1356, probabilmente per mano di sostenitori del defunto Masʿūd. Il figlio di quest'ultimo, Luṭf Allāh, assai verosimilmente, figurava tra gli omicidi.
Ḥaydar Qaṣṣāb, l'assassino di Shams al-Dīn ʿAlī, si avvantaggiò subito della situazione. Arrivando da Astarābād, apparentemente per punire gli assassini di Yaḥyā, installò al potere il nipote di Yaḥyā, Ẓahīr al-Dīn Karāvī. Subito dopo, tuttavia, lo rimosse dalla carica e governò in suo nome. Sfortunatamente per lui, era assai impopolare come pochi lo erano stati in passato. Come vecchio componente della cerchia di Shams al-Dīn ʿAlī, i sostenitori di Masʿūd lo avversarono e il suo omicidio di Shams al-Dīn ʿAlī gli alienò la simpatia anche dei dervisci. 

Naṣr Allāh, il tutore di Luṭf Allāh, si alleò con gli uccisori di Yaḥyā e si ribellò a Isfarāʾin, la seconda città dei Sarbadār. Ḥaydar si mosse per piegare la rivolta ma prima che egli potesse realizzare qualcosa in merito, cadde vittima a sua volta di Ḥasan Dāmghānī. Luṭf Allāh riprese allora il controllo dello Stato sarbadaride ma entrò immediatamente in conflitto con Ḥasan Dāmghānī. Fu sconfitto da lui e nello sviluppo delle vicende, i seguaci di Masʿūd vennero in gran parte eliminati.
Ḥasan Dāmghānī fu allora forzato a concludere un accordo con Amīr Valī, figlio dell'antico governatore di Astarābād prima che essa fosse conquistata dai Sarbadār. Amīr Valī aveva tratto vantaggio dall'uscita di Ḥaydar Qaṣṣāb da Astarābād per tornare in città. Amīr Valī proclamò poco dopo di agire in nome di Luqmān, il figlio di Ṭoghā Temūr, sebbene non avesse mai ricevuto alcuna delega da lui. Ḥasan gli inviò contro due spedizioni, entrambi concluse con sconfitte ed egli stesso fu costretto a mettersi al comando di una terza spedizione ma senza maggior successo, tanto da consentire ad Amīr Valī di impadronirsi di maggior territorio sarbadaride. Nel frattempo, a est, un elemento radicale sciita, di nome Darvīsh ʿAzīz si ribellò e istituì uno Stato teocratico a Mashhad nel nome del Dodicesimo Imam duodecimano (Muḥammad ibn al-Ḥasan, al-Mahdī).  Darvīsh ʿAzīz guadagnò ancor più territori con la conquista di Ṭūs. Ḥasan Dāmghānī riconobbe che l'intera struttura statale dei Sarbadār era messa a repentaglio e i dervisci sabzavāridi poterono continuare a esprimere il loro favore per uno Stato teocratico. Ḥasan Dāmghānī si mosse contro Darvīsh ʿAzīz, lo sconfisse e distrusse lo Stato mahdista; Darvīsh ʿAzīz si dovette recare in esilio a Isfahan ma subito dopo un certo ʿAlī-e Muʾayyad insorse a Dāmghān e ricevette il sostegno dei nemici di Ḥasan. Questi richiamò Darvīsh ʿAzīz dall'esilio e si mise ai suoi ordini. Mentre Ḥasan assediava il castello di Shaqqan, presso Jajarm, ʿAlī-e Muʾayyad conquistava Sabzevār verso il 1361. Nel frattempo s'impadroniva delle proprietà e dei beni familiari di molti seguaci di Ḥasan. Quando chiese la testa di Ḥasan, fu accontentato.

### Declino e sottomissione a Tamerlano
ʿAlī-e Muʾayyad vanta il più lungo periodo di regno fra tutti i governanti Sarbadār. La partnership con Darvīsh ʿAzīz durò per dieci mesi appena, mentre ʿAlī-e Muʾayyad, che era sciita, favoriva la crescita dello sciismo, dando una veste di Stato religioso ai domini sarbadaridi, pur contrastando numerose idee di Darvīsh ʿAzīz che miravano a instaurare un regime addirittura teocratico. Le tensioni crebbero mentre veniva avviata una campagna militare contro i Kartidi di Herat. Ancor prima di incontrare resistenza da parte del nemico kartide, l'esercito sarbadaride conobbe dovette affrontare gli irrisolti nodi tra i due leader. Mentre era ancora in marcia, gli uomini di ʿAlī-e Muʾayyad entrarono in violento dissidio coi dervisci e Darvīsh ʿAzīz e numerosi suoi sostenitori furono uccisi mentre cercavano di guadagnare con la fuga la salvezza. ʿAlī-e Muʾayyad tornò sui suoi passi per sradicare completamente il potere dei dervisci, li affrontò e li costrinse ad abbandonare Sabzavār, distruggendo persino le tombe dello sceicco Khalīfa e di Ḥasan Jūrī. I dervisci tuttavia, nella loro fuga, ricevettero l'interessata ospitalità dei Kartidi, dei Jaʾun-e Qorbān e dei Muzaffaridi di Shiraz. Nel frattempo i Jaʾun-e Qorbān riprendevano Ṭūs, Amīr Valī riprendeva il controllo di Simnān e Bisṭām, sebbene Astarābād fosse temporaneamente riconquistata dai Sarbadār (giugno 1365-settembre 1368). Amministrativamente, ʿAlī-e Muʾayyad aumentò la qualità del conio delle monete e adottò alcune riforme fiscali. 
Nel 1370 Muʿizz al-Dīn Ḥusayn, signore dei Kartidi, morì. A succedergli erano destinati i figli Ghiyāth al-Dīn Pīr ʿAlī e Mālik Muḥammad. Ghiyāth al-Dīn Pīr ʿAlī, che era un nipote di Ṭoghā Temūr per lato della madre Sulṭān Khātūn, considerava i Sarbadār suoi nemici e sfruttò i profughi di Sabzevār al fine di diffondere malcontento nei confronti di ʿAli-e Muʾayyad. Questi reagì sostenendo Mālik Muḥammad, che governava una piccola parte dei territori kartidi dalla città di Sarakhs. Ghiyāth al-Dīn Pīr ʿAlī si mosse allora contro il fratellastro, ma ʿAlī-e Muʾayyad lo bloccò grazie a un attacco contro il suo fianco dopo aver preso uno dei castelli di Pīr ʿAlī nei pressi della comune frontiera, grazie al fatto che i loro comandanti erano di Sabzevār. Pīr ʿAlī fu costretto a trattare col fratellastro ma il combattimento con i Sarbadār proseguì comunque e ʿAlī-e Muʾayyad fu obbligato a impegnare tutte le sue forze per difendere Nīshāpūr, lasciando indifesa la parte occidentale dei suoi domini. Allo stesso tempo, si fece un nemico ostile in Shāh-e Shujāʿ dei Muzaffaridi. Una rivolta, esplosa a Kirman nel 1373 contro Shāh-e Shujāʿ, guidata da Pahlavān Asad, ricevette aiuti militari da ʿAlī-e Muʾayyad, ma la ribellione fu stroncata nel dicembre 1374. I dervisci a Shīrāz, nel frattempo, trovarono un leader in Rukn al-Dīn, un antico componente dell'Ordine di Darvīsh ʿAzīz. Shāh-e Shujāʿ li finanziò e li armò, ed essi conquistarono così Sabzevār all'incirca nel 1376, costringendo ʿAlī a fuggire presso Amīr Valī. All'incirca allo stesso tempo, Nīshāpūr fu presa dai Kartidi di Pīr ʿAlī.
Il nuovo governo sciita a Sabzavār fu istituito sulla scorta dell'insegnamento di Ḥasan Jūrī. Non troppo tempo dopo, tuttavia, Amīr Valī arrivò in vista della città. Il suo schieramento includeva ʿAlī-e Muʾayyad e il muzaffaride Shāh Manṣūr. ʿAlī fu reinsediato come governante Sarbadār una volta ripresa la città, ma molte delle sue riforme erano state abbandonate. La partnership con Amīr Valī, inoltre, non durò a lungo e nel 1381 quest'ultimo assediava di nuovo Sabzavār. ʿAlī, ritenendo di non avere altra scelta, chiese l'aiuto di Tamerlano e si sottomise a lui a Nīshāpūr, e Timūr rispose sottoponendo a razzia i territori di Amīr Valī in Gurgan e Tabaristan (oggi Mazandaran). A Radkan, non appena tornato dalla sua vittoriosa campagna, confermò ʿAlī-e Muʾayyad come suo governatore a Sabzevār. 
ʿAlī rimase leale a Timūr, morendo nel 1386 dopo essere rimasto ferito durante la campagna nel basso Luristan. Come ricompensa per la sua fedeltà, Timūr non occupò mai Sabzevār con le sue truppe, e permise ad ʿAlī di mantenere una sua propria amministrazione locale. Dopo la morte di ʿAlī-e Muʾayyad, i territori Sarbadār furono ripartiti tra i suoi parenti, che in gran parte rimasero leali a Timūr, prendendo parte alle sue campagne militari. Mulūk Sabzevārī fu coinvolto nella rivolta di Ḥājjī Beg dei Jaʾun-e Qorbān (che erano stati forzati a sottomettersi al giogo di Timūr attorno al 1381) a Ṭūs del 1389, e in seguito cercò rifugio presso il Mmzaffaride Shāh Manṣūr a Iṣfahān, ma fu infine perdonato da Timūr, che gli affidò il governatorato di Baṣra verso la fine del 1393. In quell'anno stesso, a seguito della conquista di Baghdād da parte di Tamerlano, il governatorato dell'antica capitale abbaside fu affidato al nipote di ʿAlī-ye Muʾayyad, Khwāja Masʿūd Sabzavārī, che disponeva di una forza di 3.000 Sarbadār. Malgrado ciò, egli fu obbligato a ritirarsi dalla città nel 1394, quando Sulṭān Aḥmad dei Jalayridi marciò contro di lui per riconquistare Baghdād, costringendolo a ritirarsi a Shushtar. In seguito alla morte di Tamerlano, i Sarbadār lentamente persero ogni importanza.

## Retaggio
Storicamente, i Sarbadār sono stati considerati una sorta di Stato canaglia; sono stati accusati di costituire un gruppo di fanatici religiosi che terrorizzavano i loro vicini, con scarso rispetto per un governo che avesse parvenza di legittimità islamica. Considerando la condotta di quasi tutti gli Staterelli persiani dell'epoca, questo giudizio appare gravemente senza senso. Altri storici hanno considerato i Sarbadār come un esempio di lotta di classe ante litteram; gli oppressi insorgevano per essi contro la tassazione opprimente dei loro padroni, stabilendo un loro proprio Stato in mezzo ad altri Stati medievali. Ciò tuttavia non è a sua volta particolarmente esatto. ʿAbd al-Razzāq fu un componente della classe dirigente che era tassata pesantemente all'epoca. Si potrebbe però dire che essi rappresentavano in definitiva l'espressione della lotta di un popolo con un certo sistema di credenze contro un governante oppressivo, nell'intento di istituire quella che potrebbe essere facilmente etichettata come una repubblica.  Gli Ordini religiosi erano comuni in quel periodo della storia persiana, che profittò del crollo dell'Ilkhanato per sostituire il suo ordine verticistico con un sistema fortemente improntato dall'anarchia e di guerre incessanti. Con la dinastia safavide nel XVI secolo, i Sarbadār furono probabilmente l'esempio di maggior successo di quegli Ordini religiosi, anche se raramente essi riuscirono a realizzare le condizioni che tanto avevano auspicato.

## Governanti
- ʿAbd al-Razzāq ibn Faḍl Allāh (1332–1338)
- Wajīḥ al-Dīn Masʿūd ibn Faḍl Allāh (1338–1343)
- Muḥammad Ay Temūr (1343–1346)
- Kulū Isfandiyār (1346–1347)
- Luṭf Allāh (1347-1348 m. 1361)
- Khwāja Tāj al-Dīn ʿAlī (1348–1353)
- Yaḥyā ibn Karāwī (1353–1358)
- Ẓahīr al-Dīn Karāvī (1358–1359)
- Ḥaydar Qaṣṣāb (1359–1360)
- Luṭf Allāh (reintegrato) (1360–1361)
- Ḥasan al-Dāmghānī (1361–1364)
- Khwāja ʿAlī-e Muʾayyad ibn Masʿūd (1364-1376)
- Rukn al-Dīn (1376–1379)
- Khwāja ʿAlī-e Muʾayyad ibn Masʿūd  (reintegrato) (1379–1386)